# Secretaria d'Estat de Comerç
La Secretaria d'Estat de Comerç d'Espanya és una de les Secretaries d'Estat en les quals s'estructura el Ministeri d'Indústria, Comerç i Turisme. Al llarg de la seva història ha estat adscrit a diversos ministeris: al Ministeri d'Economia de 1980 a 1991, al Ministeri d'Indústria i Comerç el 1991-1993, al Ministeri de Comerç i Turisme el 1993-1996, novament al Ministeri d'Economia de 1996 a 2004, al Ministeri d'Indústria, Turisme i Comerç de 2004 a 2011, novament al Ministeri d'Economia de 2011 a 2018, i al Ministeri d'Indústria, Comerç i Turisme des de 2018.

## Competències
La Secretaria d'Estat de Comerç té competències relatives a la definició, desenvolupament i execució de la política comercial de l'Estat, pel que fa al comerç exterior i interior, inclòs l'intracomunitari, així com a l'estratègia competitiva de la política d'internacionalització, les inversions exteriors i les transaccions exteriors, i a les activitats de promoció i internacionalització de les empreses espanyoles que en aquestes matèries corresponen a l'Administració General de l'Estat.

## Estructura
De la Secretaria d'Estat de Comerç depenen directament la Direcció general de Comerç Internacional i Inversions i la Direcció general de Política Comercial i Competitivitat.
Així mateix, depenen directament del Secretari d'Estat de Comerç els següents òrgans amb nivell de Subdirecció General:
1. El Gabinet de la Secretaria d'Estat, com a òrgan d'assistència immediata al Secretari d'Estat.
2. La Subsdirecció General d'Estratègia d'Internacionalització.
3. La Subsdirecció General d'Estudis i Avaluació d'Instruments de Política Comercial.

Per a l'assessorament jurídic de la Secretaria d'Estat de Comerç existeix una Advocacia de l'Estat, integrada orgànicament en la del departament.

### Organismes adscrits
S'adscriu al Ministeri d'Indústria, Comerç i Turisme, a través de la Secretaria d'Estat de Comerç, l'Institut Espanyol de Comerç Exterior (ICEX), la presidència del qual ostenta el Secretari d'Estat de Comerç.
Així mateix, depenen directament del Secretari d'Estat de Comerç, les presidències del qual ostenta, la Junta Superior Aranzelària i la Comissió Interministerial de coordinació de la participació espanyola en la Conferència de les Nacions Unides per al Comerç i Desenvolupament, així com la Junta Interministerial Reguladora del Comerç Exterior de Material de Defensa i Doble Ús (JIMDDU).
Correspon al Secretari d'Estat de Comerç la supervisió de la gestió del segur de crèdit a l'exportació per compte de l'Estat realitzada per la Companyia Espanyola d'Assegurances de Crèdit a l'Exportació.
Les Direccions territorials i Provincials de Comerç depenen orgànicament del Ministeri d'Indústria, Comerç i Turisme a través de la Secretaria d'Estat de Comerç i, funcionalment, dels òrgans superiors o directius d'aquest Ministeri per raó de les matèries objecto de la seva actuació.
Les Oficines Econòmiques i Comercials en l'exterior depenen funcional i administrativament d'aquest Ministeri a través de la Secretaria d'Estat de Comerç.
La Inspecció General del Ministeri d'Hisenda i Administracions Públiques dependrà funcionalment del titular de la Secretaria d'Estat de Comerç per a l'exercici de les seves competències respecte d'òrgans i matèries de l'àmbit d'atribucions d'aquesta Secretaria d'Estat.

## Titulars
- Agustín Hidalgo de Quintana y Torroba (1981-1982)
- Luis de Velasco Rami (1982-1986)
- Miguel Ángel Fernández Ordóñez (1986-1988)
- Apolonio Ruiz Ligero (1988-1991)
- Miguel Ángel Feito Hernández (1991-1993)
- Apolonio Ruiz Ligero (1993-1996)
- José Manuel Fernández Norniella (1996-1998)
- Elena Pisonero Ruiz (1998-2000)
- Juan Costa Climent (2000-2003)
- Francisco Utrera Mora (2003-2004)
- Pedro Mejía Gómez (2004-2008)
- Silvia Iranzo Gutiérrez (2008-2010)
- Joan Mesquida Ferrando (2010-2011)
- Alfredo Bonet Baiget (2010-2011) (2).
- Jaime García-Legaz (2011-2016)
- María Luisa Poncela García (2016-2018)[2]
- Xiana Margarida Méndez Bertolo (2018-)[3]